# Helcogramma striatum
Helcogramma striatum es un pez de agua salada que pertenece a la familia Tripterygiidae.

## Distribución y hábitat
Esta especie está ampliamente distribuida en el Pacífico occidental, desde las aguas costeras de Japón y Filipinas hasta Australia y las islas Salomón. Habita las aguas de los arrecifes de coral con corrientes moderadas, vagando entre las esponjas y corales, hasta los 20 m de profundidad.

## Descripción
Tiene un cuerpo alargado con grandes ojos y la boca con labios gruesos. En la parte posterior presenta dos aletas dorsales separadas, precedida por tres rayos fuertes y cortos. Aleta caudal en forma de delta; las aletas pectorales son largas y radiada; las aletas ventrales son filiformes y cortas; la aleta anal es baja y alargada. La parte posterior y dos tercios de los lados son de color rojo oscuro, entremezclado con tres líneas finas vivamente blancas y a veces puntos del mismo color. La parte final de la cola es transparente con de tonos rojizos. Todas las aletas tienen rayos rosados. La parte inferior del cuerpo es de color rosado. Alcanza una longitud máxima de 4,2 cm y presenta entre 35 y 37 vértebras.

## Alimentación
Se nutre de invertebrados de zooplancton.

## Depredadores
Es presa del pez  Fistularia commersonii.

## Acuariofilia
Es comercializado para su reproducción en acuarios de aguas salada.